# 沙擬鰺
沙擬鰺（学名：Pseudocaranx wrighti），為輻鰭魚綱鱸形目鱸亞目鰺科擬鰺屬下的一個種，屬於熱帶海水魚，目前僅發現分布於東印度洋澳洲西澳大利亞至新南威爾斯海域及半鹹水域，深度可達30公尺，體呈橢圓形且側扁，體上半部藍綠色，下半部銀白色，背鰭硬棘9枚、背鰭軟條22-26枚、臀鰭硬棘3枚、臀鰭軟條18-22枚、脊椎骨24個，體長可達70公分，生活習性不明，可做為食用魚。